# Don Gordon
Don Gordon, nome d'arte di Donald Walter Guadagno (Los Angeles, 13 novembre 1926 – Los Angeles, 24 aprile 2017), è stato un attore statunitense.

## Biografia
Sposato dal 1979 con Denise Farr, figlia dell'attrice Felicia Farr, lavorò in diverse occasioni con l'amico Steve McQueen, a partire da due episodi della serie televisiva Ricercato vivo o morto (1959-1960). McQueen lo volle poi con sé nel poliziesco Bullitt (1968), nel ruolo del sergente Delgetti. Successivamente Gordon apparve al fianco di McQueen anche in Papillon (1973), nel ruolo di Julot, e nel catastrofico L'inferno di cristallo (1974) di John Guillermin, e fu particolarmente attivo sul piccolo schermo durante gli anni settanta, con apparizioni nelle principali serie poliziesche del periodo, come Colombo (1974), nell'episodio intitolato Una mossa sbagliata, Le strade di San Francisco (1975-1976), Charlie's Angels (1976), Starsky & Hutch (1977).
Tra le ultime interpretazioni cinematografiche di Gordon, da ricordare quella di Harvey Dean, collaboratore di Damien Thorn (Sam Neill) in Conflitto finale (1981), terzo capitolo della saga de Il presagio, e il breve ruolo di un poliziotto nel film d'azione Arma letale (1987) di Richard Donner, con Mel Gibson e Danny Glover. L'ultimo impegno artistico di Gordon risale al 2005 nel film-documentario Steve McQueen – The Essence of Cool, dove egli venne intervistato con altre celebrità che in passato avevano lavorato con McQueen, tra cui Robert Culp, Robert Vaughn, Eli Wallach, Martin Landau e Richard Attenborough.

## Filmografia

### Cinema
- Cielo di fuoco (Twelve O'Clock High), regia di Henry King (1949)
- Okinawa (Halls of Montezuma), regia di Lewis Milestone (1950)
- Let's Go Navy!, regia di William Beaudine (1951)
- Stringimi forte tra le tue braccia (Force of Arms), regia di Michael Curtiz (1951)
- It's a Big Country: An American Anthology, regia di Clarence Brown, Don Hartman (1951)
- Girls in the Night, regia di Jack Arnold (1953)
- Il giustiziere (Law and Order), regia di Nathan Juran (1953)
- Il re del jazz (The Benny Goodman Story), regia di Valentine Davies (1956)
- Rivolta a Fort Laramie (Revolt at Fort Laramie), regia di Lesley Selander (1957)
- Il portoricano (Cry Tough), regia di Paul Stanley (1959)
- The Lollipop Cover, regia di Everett Chambers (1965)
- Bullitt, regia di Peter Yates (1968)
- Giocatori d'azzardo (The Gamblers), regia di Ron Winston (1970)
- Un uomo oggi (WUSA), regia di Stuart Rosenberg (1970)
- 4 per Cordoba (Cannon for Cordoba), regia di Paul Wendkos (1970)
- Fuga da Hollywood (The Last Movie), regia di Dennis Hopper (1971)
- Un mondo maledetto fatto di bambole (Z.P.G.), regia di Michael Campus (1972)
- ...e tutto in biglietti di piccolo taglio (Fuzz), regia di Richard A. Colla (1972)
- Slaughter - Uomo mitra (Slaughter), regia di Jack Starrett (1972)
- Mack - Il marciapiede della violenza (The Mack), regia di Michael Campus (1973)
- Papillon, regia di Franklin J. Schaffner (1973)
- The Education of Sonny Carson, regia di Michael Campus (1974)
- L'inferno di cristallo (The Towering Inferno), regia di John Guillermin (1974)
- Snack bar blues (Out of the Blue), regia di Dennis Hopper (1980)
- Conflitto finale (The Final Conflict), regia di Graham Baker (1981)
- The Beast Within, regia di Philippe Mora (1982)
- Arma letale (Lethal Weapon), regia di Richard Donner (1987)
- Code Name Vengeance, regia di David Winters (1987)
- Skin Deep - Il piacere è tutto mio (Skin Deep), regia di Blake Edwards (1989)
- L'esorcista III (The Exorcist III), regia di William Peter Blatty (1990)
- Il cacciatore di teste (The Borrower), regia di John McNaughton (1991)

### Televisione
- Space Patrol – serie TV, un episodio (1951)
- The Philco Television Playhouse – serie TV, un episodio (1953)
- The Best of Broadway – serie TV, un episodio (1955)
- Studio One – serie TV, 2 episodi (1956-1957)
- Robert Montgomery Presents – serie TV, un episodio (1956)
- The Kaiser Aluminum Hour – serie TV, episodio 1x10 (1956)
- Navy Log – serie TV, episodio 3x10 (1957)
- Playhouse 90 – serie TV, 2 episodi (1958-1960)
- The Walter Winchell File – serie TV, un episodio (1958)
- Man Without a Gun – serie TV, un episodio (1958)
- Sugarfoot – serie TV, episodi 1x15-2x02 (1958)
- Trackdown – serie TV, 2 episodi (1958)
- U.S. Marshal – serie TV, 2 episodi (1959-1960)
- Ricercato vivo o morto (Wanted: Dead or Alive) – serie TV, episodi 1x25-2x24 (1959-1960)
- Hawaiian Eye – serie TV, 2 episodi (1959-1960)
- Indirizzo permanente (77 Sunset Strip) – serie TV, episodio 1x15 (1959)
- The Rough Riders – serie TV, episodio 1x18 (1959)
- The Millionaire – serie TV, un episodio (1959)
- Colt .45 – serie TV, un episodio (1959)
- Border Patrol – serie TV, 2 episodi (1959)
- Johnny Staccato – serie TV, episodio 1x04 (1959)
- Alfred Hitchcock presenta (Alfred Hitchcock Presents) – serie TV, un episodio (1959)
- Mr. Lucky – serie TV, episodio 1x08 (1959)
- The Blue Angels – serie TV, 33 episodi (1960-1961)
- Ai confini della realtà (The Twilight Zone) – serie TV, 2 episodi (1960-1964)
- Insight – serie TV, 3 episodi (1960-1965)
- Man with a Camera – serie TV, episodio 2x14 (1960)
- The Deputy – serie TV, un episodio (1960)
- Gli intoccabili (The Untouchables) – serie TV, 4 episodi (1961-1963)
- Corruptors (Target: The Corruptors) – serie TV, episodio 1x05 (1961)
- La parola alla difesa (The Defenders) – serie TV, 2 episodi (1962)
- Empire – serie TV, un episodio (1963)
- Undicesima ora (The Eleventh Hour) – serie TV, un episodio (1963)
- The Lloyd Bridges Show – serie TV, un episodio (1963)
- The Nurses – serie TV, episodio 2x01 (1963)
- Channing – serie TV, un episodio (1963)
- Polvere di stelle (Bob Hope Presents the Chrysler Theatre) – serie TV, 4 episodi (1964-1965)
- The Outer Limits – serie TV, 2 episodi (1964)
- Il fuggiasco (The Fugitive) – serie TV, un episodio (1964)
- Memorandum for a Spy – film TV (1965)
- The Crisis (Kraft Suspense Theatre) – serie TV, un episodio (1965)
- Combat! – serie TV, un episodio (1965)
- Peyton Place – serie TV, 5 puntate (1966)
- Shane – serie TV, episodio 1x03 (1966)
- Viaggio in fondo al mare (Voyage to the Bottom of the Sea) – serie TV, un episodio (1966)
- Twelve O'Clock High – serie TV, 2 episodi (1966)
- F.B.I. (The F.B.I.) – serie TV, 6 episodi (1967-1974)
- Selvaggio west (The Wild Wild West) - serie TV, episodio 2x26 (1967)
- Gli invasori (The Invaders) – serie TV, un episodio (1967)
- Ready and Willing – film TV (1967)
- Of Mice and Men – film TV (1968)
- Squadra speciale anticrimine (The Felony Squad) – serie TV, episodio 2x23 (1968)
- Reporter alla ribalta (The Name of the Game) – serie TV, un episodio (1968)
- Cannon – serie TV, 2 episodi (1971-1975)
- Monty Nash – serie TV, un episodio (1971)
- Search – serie TV, un episodio (1973)
- The Return of Charlie Chan – film TV (1973)
- Toma – serie TV, un episodio (1973)
- Banacek – serie TV, un episodio (1974)
- A tutte le auto della polizia (The Rookies) – serie TV, un episodio (1974)
- Il mago (The Magician) – serie TV, un episodio (1974)
- Mannix – serie TV, un episodio (1974)
- Colombo (Columbo) - serie TV, episodio 4x02 (1974)
- Le strade di San Francisco (The Streets of San Francisco) – serie TV, 2 episodi (1975-1976)
- Switch – serie TV, 2 episodi (1975-1976)
- Matt Helm – serie TV, un episodio (1975)
- La donna bionica (The Bionic Woman) – serie TV, un episodio (1976)
- Street Killing – film TV (1976)
- Charlie's Angels - serie TV, episodio 1x01 (1976)
- Delvecchio – serie TV, un episodio (1976)
- Barnaby Jones – serie TV, un episodio (1976)
- Starsky & Hutch (Starsky and Hutch) – serie TV, un episodio (1977)
- Sparrow – film TV (1978)
- Lucan – serie TV, 9 episodi (1978)
- Vega$ – serie TV, un episodio (1979)
- Paris – serie TV, un episodio (1980)
- The Contender (1980)
- Cuore e batticuore (Hart to Hart) – serie TV, un episodio (1980)
- Simon & Simon – serie TV, 2 episodi (1982-1984)
- Supercar (Knight Rider) – serie TV, 2 episodi (1982-1985)
- Matt Houston – serie TV, un episodio (1982)
- T.J. Hooker – serie TV, 2 episodi (1983-1984)
- Il principe delle stelle (The Powers of Matthew Star) – serie TV, un episodio (1983)
- Confessions of a Married Man – film TV (1983)
- Hazzard (The Dukes of Hazzard) – serie TV, un episodio (1983)
- Love Boat (The Love Boat) – serie TV, un episodio (1983)
- Automan – serie TV, un episodio (1983)
- Cover Up – serie TV, un episodio (1984)
- Mai dire sì (Remington Steele) – serie TV, 3 episodi (1985-1986)
- Supercopter (Airwolf) – serie TV, un episodio (1986)
- MacGyver – serie TV, un episodio (1987)
- Detective in corsia (Diagnosis Murder) – serie TV, un episodio (1993)

## Doppiatori italiani
Nelle versioni in italiano delle opere in cui ha recitato, Don Gordon è stato doppiato da:
- Gianfranco Bellini in Rivolta a Fort Laramie
- Emilio Cigoli in Bullitt
- Michele Gammino in Papillon
- Sergio Fiorentini in Charlie's Angels
- Sandro Iovino in Starsky & Hutch
- Oliviero Dinelli in Snack bar blues
- Andrea Lala in Conflitto finale
- Norman Mozzato in Arma letale
- Ettore Conti in L'esorcista III
- Loris Loddi in L'inferno di cristallo (ridoppiaggio)